# 米龙
米龙（法語：Muron，發音：[myʁɔ̃]），法国西部市镇，位于新阿基坦大区滨海夏朗德省，隶属于罗什福尔区，其市镇面积为39.06平方公里，2022年1月1日时人口数量为1,357人，在法国市镇中排名第7,661位（2022年）。
米龙位于滨海夏朗德省北部，罗什福尔与叙热尔之间，多条公路在此交汇。

## 地名来源
根据《西南报》一篇文章的论述，“Muron”一名转写自“Muros”，意为“海墙”。

## 历史
米龙的早期历史尚不清楚，该地可能在高卢-罗马时期就已形成聚落，其市镇范围内亦曾发现一处中世纪初期的大型墓穴。中世纪时，米龙长期为欧尼和桑通日之间的一个普通集镇。法国大革命后，米龙成为下夏朗德省（1941年更名为“滨海夏朗德省”）的一个市镇。1827年，Saint-Louis-la-Petite-Flandre整体并入米龙。工业革命期间，米龙地区的畜牧加工业得到发展，当地出现了奶农合作社。十九世纪末，米龙人口数量曾有所下降，但自二十世纪中后期以来再度增加。

## 地理

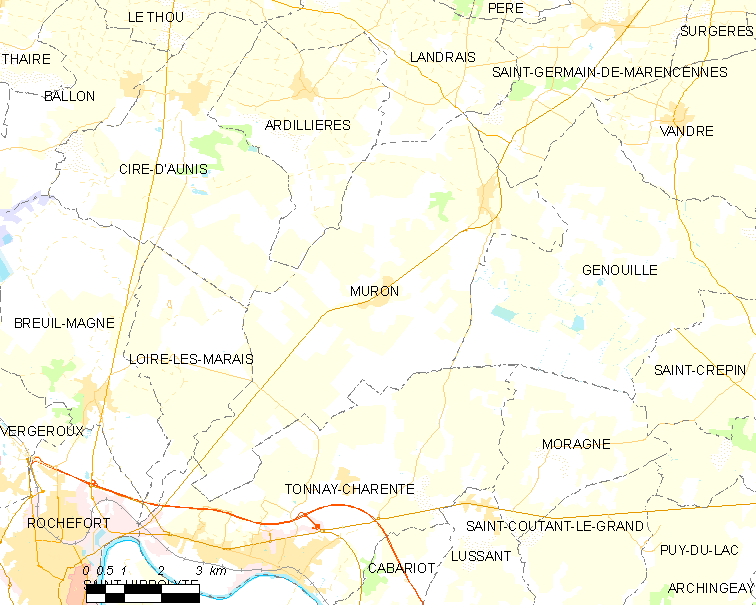
米龙市镇范围地图

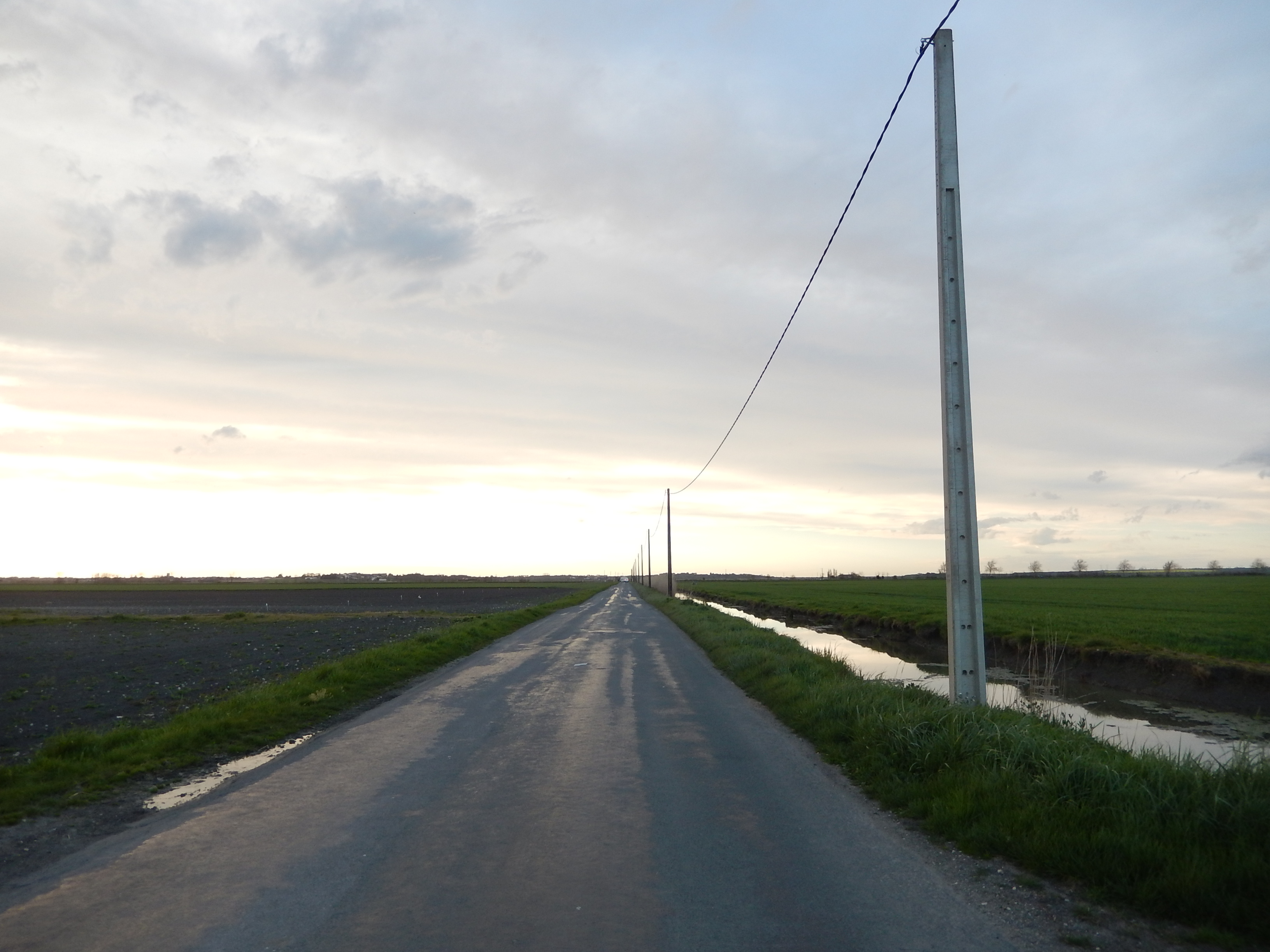
米龙附近的自然景观

米龙位于法国西部，新阿基坦大区西北部和滨海夏朗德省北部，距离省会拉罗谢尔大约33公里。与米龙接壤的市镇包括：阿尔迪列尔、锡雷多尼斯、热努耶、朗德赖、圣皮埃尔拉努、卢瓦尔莱马赖和托奈夏朗德。

### 地形
米龙位于罗什福尔泰地区东部，该区域被称为“小佛兰德沼泽”，其境内以平原为主，市镇中心地势较为平坦，东侧少部分区域略有起伏，全境海拔在0到28米之间。

### 水文
米龙位于罗什福尔沼泽东部腹地，该区域通过沙拉运河联通入海，米龙市镇范围西部和南部的水网纵横。

### 植被
米龙属于温带阔叶混交林区，林地散落分布于河流及水网附近。
在鲜花城市的评比中，米龙暂未被评级。

### 自然灾害
米龙的地震危险度等级为3级，属于中危险；氡辐射等级为1级，属于低危险。1982至2025年4月间，米龙境内共发生11次有记录的自然灾害，其中5次洪涝，2次干旱。

### 气候
米龙在柯本气候分类法中属于温带海洋性气候（Cfb）。

## 行政区划
米龙的市镇编号为17253，邮政编号为17430。
在行政管理方面，米龙隶属于法国新阿基坦大区滨海夏朗德省罗什福尔区；在地方选举方面，米龙隶属于托奈夏朗德县，其市镇范围全境被划入滨海夏朗德省第五选区；在社会管理方面，米龙是罗什福尔海洋城市圈公共社区的组成部分。
截至2025年4月，米龙市镇范围内暂无任何安全优先街区及城市政策优先街区。
法国国家统计与经济研究所（简称“INSEE”）在进行数据统计时，未将米龙划入任何城市核心区（Unité urbaine），另将包括米龙在内的周边共33个市镇划为罗什福尔城市辐射区。此外，INSEE还将米龙市镇整体看作一个“块区”（IRIS），以便于统计人口分布情况。

## 交通

### 公路
滨海夏朗德省省道D112线、D117线、D214线和D911线在米龙境内交汇。新阿基坦大区下属的滨海夏朗德省城际客运154线经停米龙，可通往叙热尔、罗什福尔、圣皮埃尔多莱龙等地。
2021年，81.6%的米龙家庭拥有至少一辆私人汽车。2023年，米龙境内共发生各类交通事故2起，造成4人受伤，其中1人重伤。
| 34 | 10 |

| 拉罗谢尔 | 36 |

| 羅什福爾 | 17 |

| 叙热尔 | 10 |

### 铁路
距离米龙最近的运营中的客运铁路车站为11公里外的叙热尔站，该站停靠往返于巴黎和拉罗谢尔之间的高速列车，以及往返于普瓦捷和拉罗谢尔一线的区域列车。

### 航空
米龙距离拉罗谢尔机场的公路里程大约39公里。

### 城市公共交通
截至2025年4月，米龙暂无城市公共交通系统。

## 政治

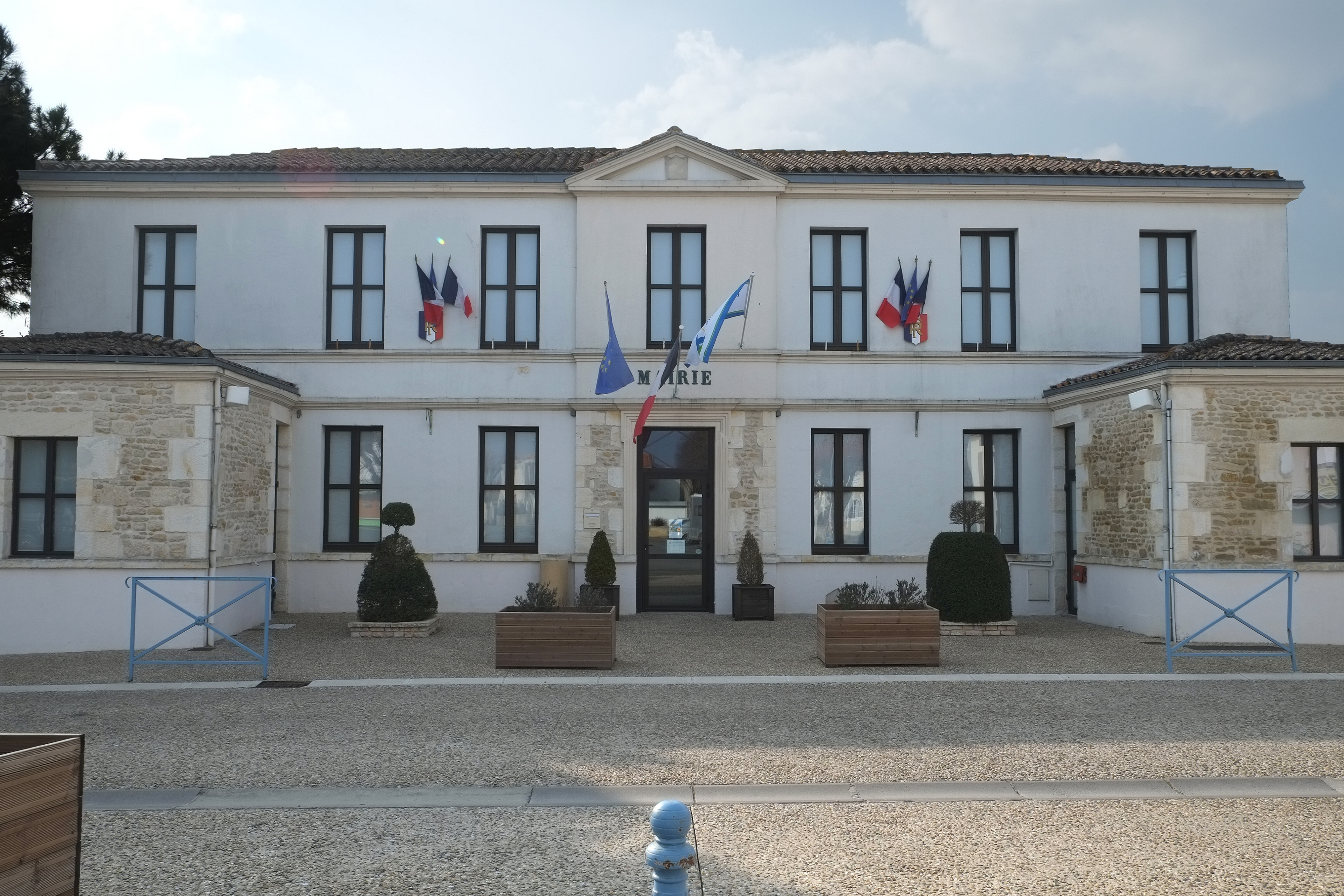
米龙市政厅

米龙的现任市长为安热莉克·勒鲁日女士（Angélique LEROUGE），她的党籍不详，在2020年的市政选举中获得了48.53%的支持率。
在2022年的法国总统大选的第二轮选举中，法国极右翼政党国民阵线主席玛丽娜·勒庞在米龙获得了66.02%的支持率。

## 人口
2022年，米龙市镇人口数量为1,357，在法国排名第7,661位。其中男性669人，女性690人，75岁及以上人口占5.8%，外籍人口数量为17人，人口密度为35人/平方公里，当地居民被称为（男性）或（女性）。2015至2021年间，米龙的人口增长率为0.4%。2022年，米龙境内出生20人，死亡人口14人。
| 米龙1901年－2022年人口变化情况 |
|                                |
| 数据来源：Cassini、INSEE       |

## 经济
INSEE于2020年将米龙划入罗什福尔就业区（Zone d'emploi de Rochefort），并又于2022年将其划入叙热尔生活区（Bassin de vie de Surgères）。 截至2024年底，米龙市镇范围内共有各类用人单位（包含自雇）201家，比上一年同期新增16家；（企业管理）是当地2022年已公布营业额最高的企业，为135,000欧元。

## 财政与居民收入
2023年，米龙的财政收入总额为1,100,850欧元，财政支出总额为895,960欧元，当年的债务总额为106,510欧元。2023年，米龙市镇通过增值税获得76,350欧元的收入，此外当地还共获得了26,530欧元的国家直接财政补助。
| 米龙居民收入情况                                                                                   | 米龙居民收入情况    | 米龙居民收入情况    | 米龙居民收入情况    |
| 内容                                                                                               | 米龙                | 滨海夏朗德省        | 法國                |
| -------------------------------------------------------------------------------------------------- | ------------------- | ------------------- | ------------------- |
| 居民平均时薪                                                                                       | 不详                | 14.8欧元（2022年）  | 17欧元（2022年）    |
| 高级职员人均时薪                                                                                   | 不详                | 26欧元（2022年）    | 29.1欧元（2022年）  |
| 中级职员人均时薪                                                                                   | 不详                | 15.9欧元（2022年）  | 16.6欧元（2022年）  |
| 普通职员人均时薪                                                                                   | 不详                | 11.8欧元（2022年）  | 12.1欧元（2022年）  |
| 工人人均时薪                                                                                       | 不详                | 12.2欧元（2022年）  | 12.5欧元（2022年）  |
| 贫困率                                                                                             | 不详                | 12.5%（2021年）     | 14.5%（2021年）     |
| 青壮年（15至64岁）失业率                                                                           | 10.5%（2021年）     | 12.3%（2021年）     | 10.4%（2021年）     |
| 家庭总数                                                                                           | 548（2022年）       | 671（2022年）       | 1,160（2022年）     |
| 征税家庭数量占比                                                                                   | 34.9%（2023年）     | 50.8%（2022年）     | 44.8%（2022年）     |
| 家庭年均纳税                                                                                       | 1,474欧元（2023年） | 2,980欧元（2022年） | 4,481欧元（2022年） |
| *注：INSEE未公布2,000人口以下市镇的部分经济数据。 资料来源：INSEE、L'Internaute、Le Journal du Net |                     |                     |                     |

## 社会事务

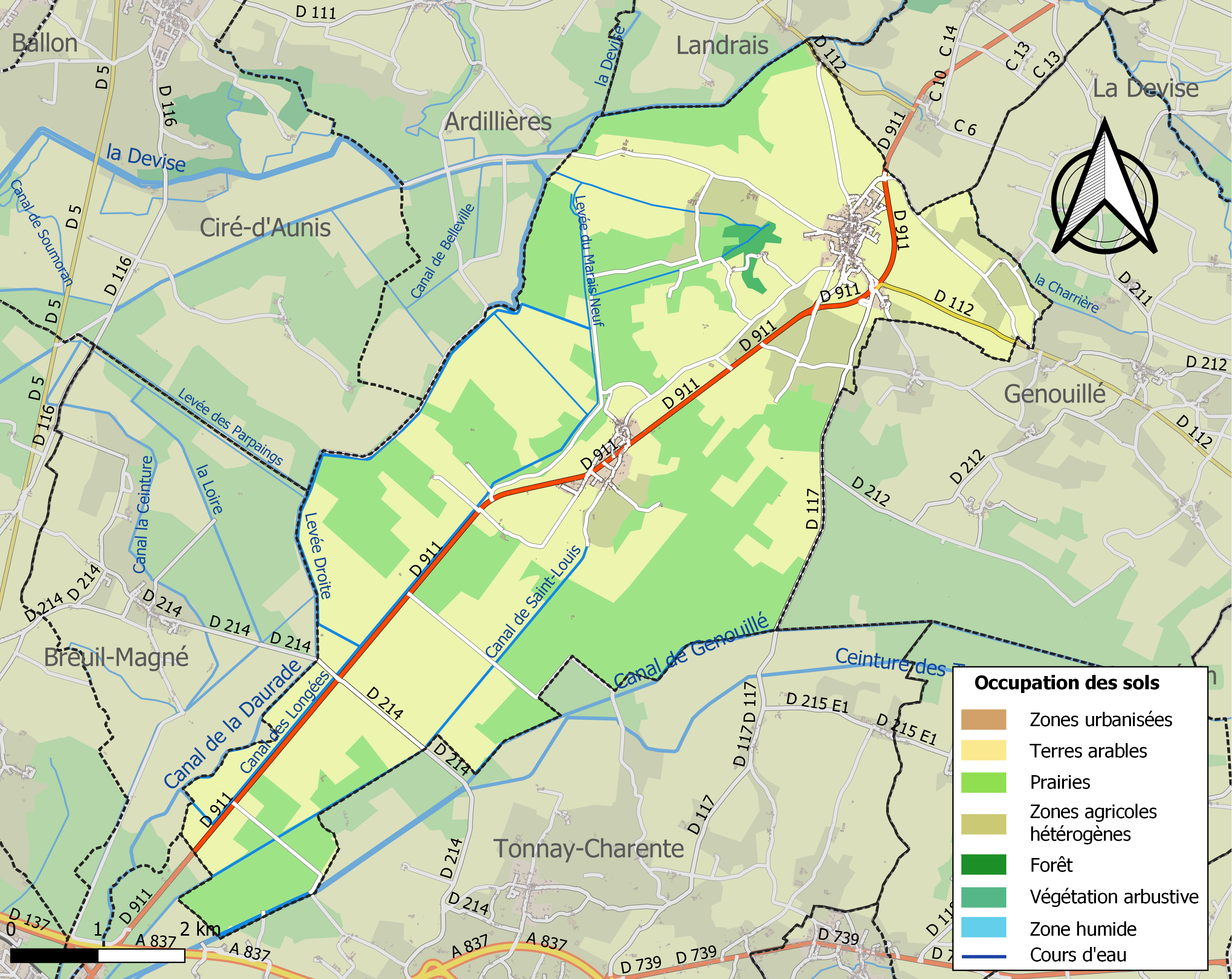
米龙土地利用情况地图

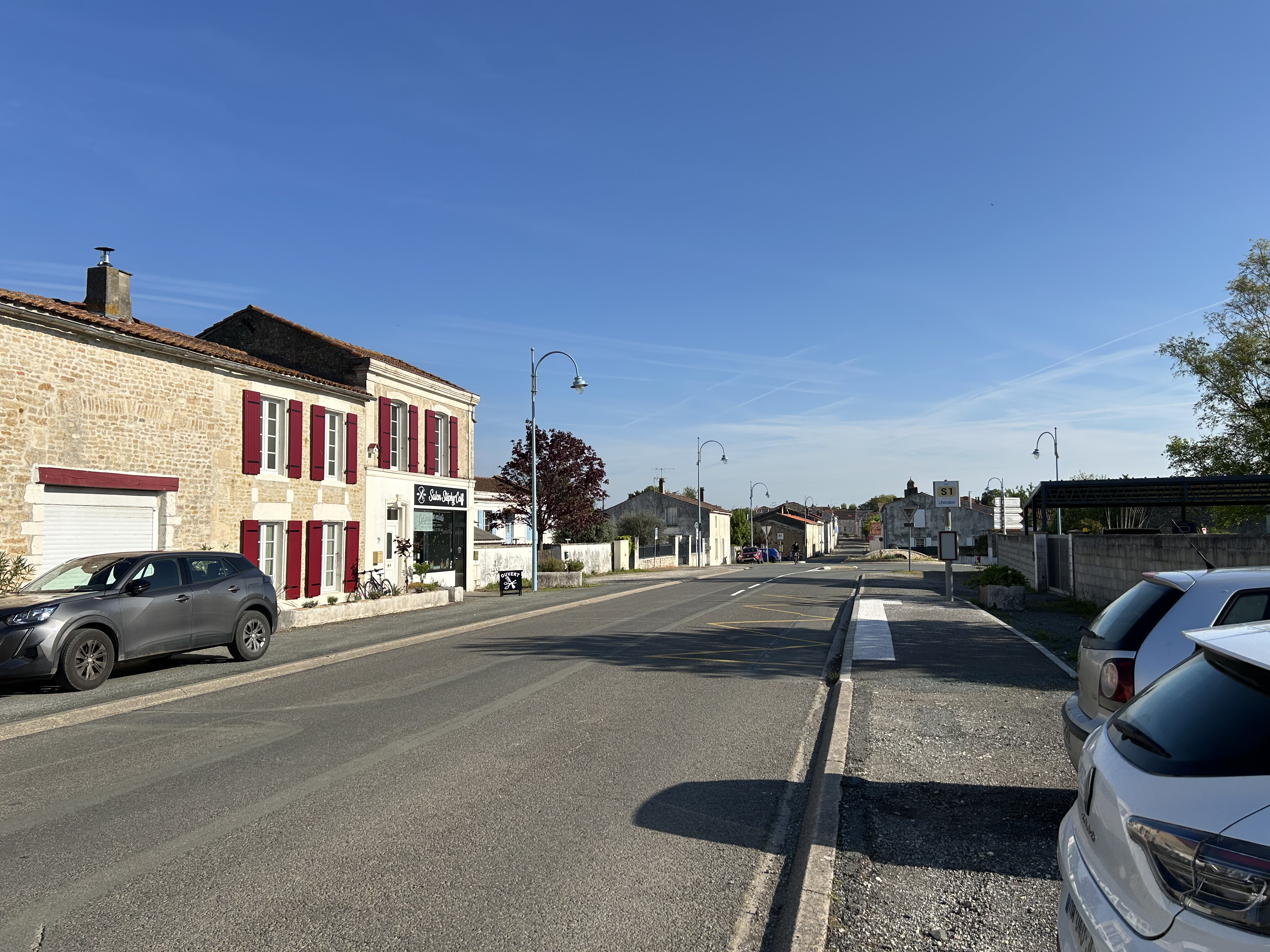
自由街

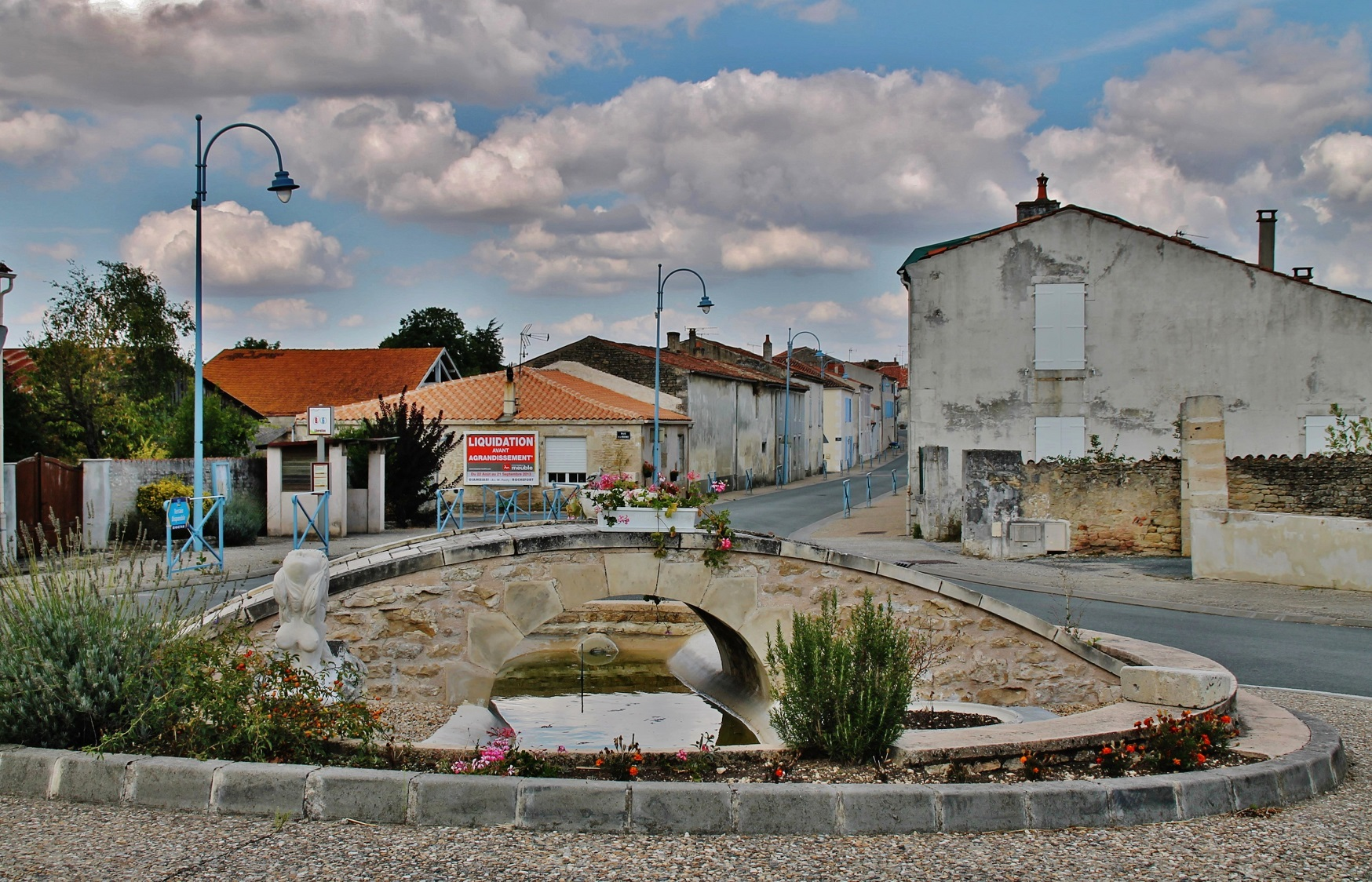
夏尔街环岛

### 教育
米龙属于普瓦捷学区。截至2023年1月1日，米龙境内共有1所小学。

### 医疗
截至2023年1月1日，米龙境内共有全科医生1名、保健师1名、护士2名、药房1家。
距离米龙最近的区域性医疗机构为罗什福尔中心医院，其主病区医院位于罗什福尔市区北部，距离米龙市区的正常车程大约14分钟，该院设有床位463个。

### 住房
2021年，米龙境内共有各类住房643套，其中93.0%为独立式住宅，5.1%为集中式住宅。常住房屋占米龙市镇范围内居民建筑总量的86.8%。2023年，米龙的居住税率为15.12%，不动产税率为41.06%（其中空置土地的不动产税率为69.16%）。
在住房保障政策方面，2023年，米龙境内共有265户家庭获得了家庭津贴补助，受益人数占总人口数量的19.5%，其中55份为房租补助。

### 商业
2021年，米龙境内共有各类实体商铺32家，其中餐厅2家、杂货店1家、面包房2家、美容美发店3家、汽车维修店4家。米龙镇中心建有一家Vival便民超市。

### 体育
2023年，米龙境内共有1处马术场以及1处足球或橄榄球场。
截至2025年4月，米龙-热努耶合作体育俱乐部（Entente Sportive Muron Genouillé，编号554232）是米龙境内唯一的一家注册足球俱乐部，成立于1998年，其主队2024至2025赛季参加滨海夏朗德省足球联赛丁组（法国第十二级别），其主场为市政球场（Stade Municipal）。

### 环境
米龙的环境事务由其所属的罗什福尔海洋城市圈公共社区联合各级政府协调负责。2021年，米龙境内暂无污染企业。

### 治安
2023年，米龙市镇范围内累计记录各类案件22起，其中盗窃类案件11起，人身侵犯类案件7起，毒品交易类案件2起。

## 文化

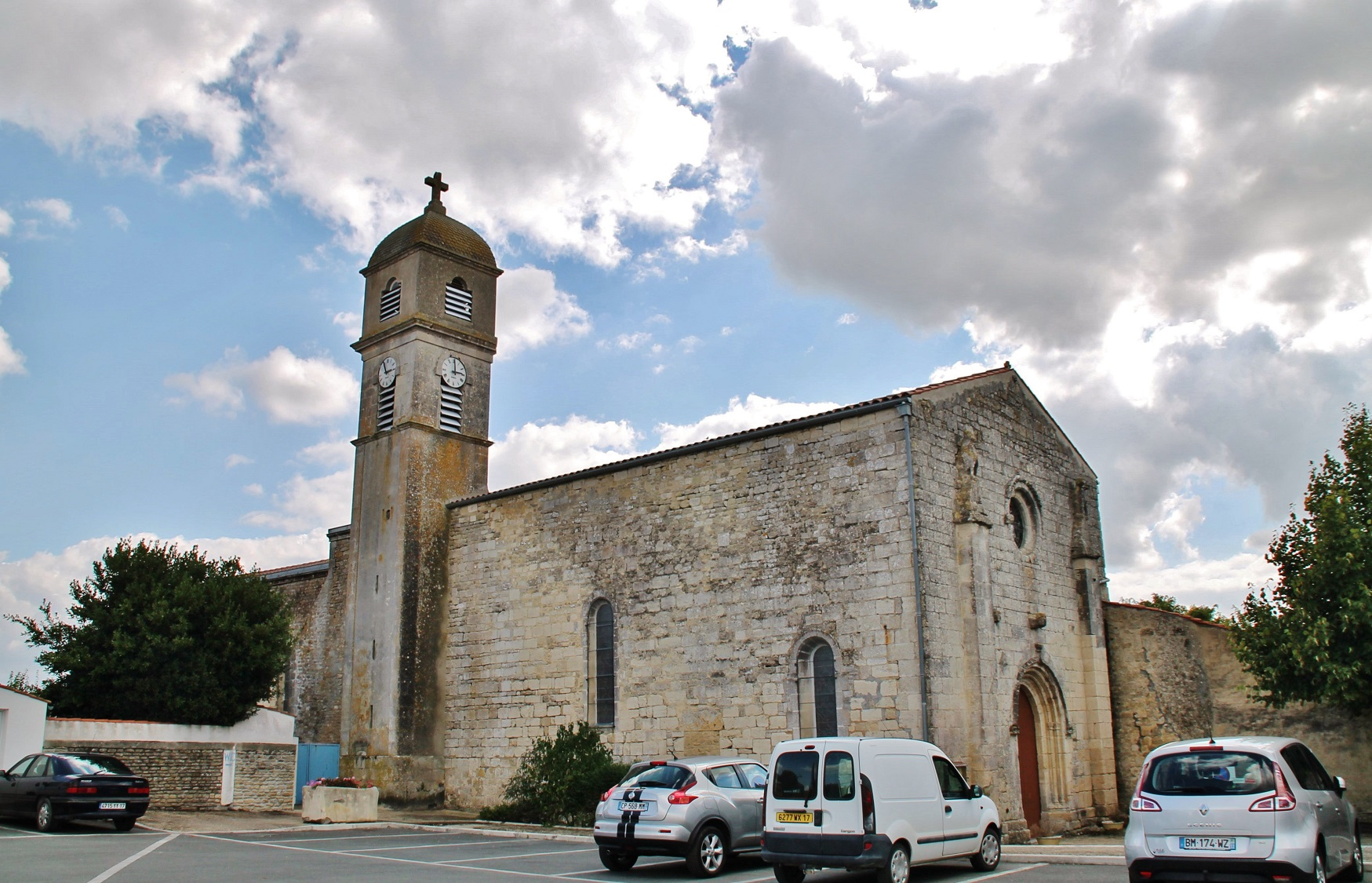
圣西斯特教堂

2021年，米龙境内暂无任何文化设施。米龙境内建有图书馆（Bibliothèque），每周三、五、六向公众开放。

### 建筑
截至2025年4月，米龙境内暂无法国国家文物保护单位，当地镇中心的圣西斯特教堂（Église Saint-Sixte de Muron）是一处地标性建筑物。

### 旅游
米龙的旅游事务由其所属的罗什福尔海洋城市圈公共社区联合各级政府协调负责。2024年，米龙境内暂无任何常规游客接待设施。

### 媒体
法国主要的媒体均可在米龙接收，法国电视三台下属的新阿基坦大区频道在部分时段播出米龙所在滨海夏朗德省的地方新闻。Ici拉罗谢尔、云雀广播、《西南报》、《拉罗谢尔日报》等为当地主要的地方性媒体。

## 友好城市
截至2025年4月，米龙暂未建立任何友好城市关系。